# Dorohusk (gmina w guberni lubelskiej)
Dorohusk  (od 1874 Turka) – dawna gmina wiejska istniejąca w XIX wieku w guberni lubelskiej. Siedzibą władz gminy był Dorohusk.
Za Królestwa Polskiego gmina Dorohusk należała do powiatu chełmskiego w guberni lubelskiej.
Gmina została zniesiona w 1874 roku przez przemianowanie na  gmina Turka.
Obecna gmina Dorohusk jest nowym tworem (od 1973) o zupełnie innych granicach, obejmując w przybliżeniu obszary dawnych gmin Turka i Świerże.